# Cantó de Luçon
El cantó de Luçon és un cantó francès del departament de la Vendée, situat al districte de Fontenay-le-Comte. Té 10 municipis i el cap es Luçon.

## Municipis
- L'Aiguillon-sur-Mer
- Chasnais
- Grues
- Lairoux
- Luçon
- Les Magnils-Reigniers
- Saint-Denis-du-Payré
- Sainte-Gemme-la-Plaine
- Saint-Michel-en-l'Herm
- Triaize

## Història
| Data d'elecció                           | Identitat         | Partit  | Qualitat |
| ---------------------------------------- | ----------------- | ------- | -------- |
| 1951-1970                                | Pierre Nau        | radical |          |
| 1970-1976                                | Marcel Bousseau   | UDR     |          |
| 1976-1994                                | Jean de Mouzon    | MRG     |          |
| 1994-2001                                | Gaston Clergeaud  | PS      |          |
| 2001-                                    | Dominique Souchet | MPF     |          |
| les dades anteriors no són pas conegudes |                   |         |          |
|                                          |                   |         |          |

| A partir de 1990: Població sense dobles comptes |